# اسکوپیه
اسکوپیه یا اسکوپیا نام پایتخت کشور مقدونیه شمالی است.

## جغرافیا
این شهر بر روی رودخانه واردار و در برخوردگاه دو جاده‌ای که از شهرهای صوفیه پایتخت بلغارستان و تیرانا پایتخت آلبانی شروع می‌شود قرار دارد.

## تاریخ
این شهر توسط رومانیایی‌ها بخاطر موقعیت راهبردی خوب به‌عنوان مرکز استان داردانیا انتخاب شد.
این شهر از زمان ساخت توسط اقوام بسیاری تصرف شد که از این اقوام می‌توان به نژادهای اسلاو، روم، بلغار، صرب و در نهایت ترکها که از سال ۱۳۹۲ تا سال ۱۹۱۲ این شهر در اشغال آن‌ها بود اشاره کرد.
شهر اسکوپیه قدیمی بخاطر زمین‌لرزه شدید سال ۱۹۶۳ کاملاً ویران شد و با کمک یوگوسلاوها شهری نوین به جای آن ساخته شد.